# Chine, le piratage d'une télévision
Pour plus de détails, voir Fiche technique et Distribution.
Chine, le piratage d'une télévision (chinois : 長春 ; anglais : Eternal Spring) est un film documentaire d'animation canadienne réalisé par Jason Loftus (en) et sorti en 2022.
Basé sur l'animation de l'artiste chinois Daxiong (zh), le film se concentre sur le détournement par le Falun Gong, en 2002, de stations de télévision à Changchun, et sur la répression continue de la Chine à l'encontre des groupes ethniques et religieux minoritaires.
Le film a été présenté en première au Festival du documentaire de Thessalonique le 15 mars 2022, puis au Festival canadien du documentaire Hot Docs 2022, où il a remporté le prix du public Hot Docs du film le plus populaire du festival et le prix du public Rogers pour le film canadien le plus populaire.
Le film est choisi pour représenter le Canada à l'Oscar du meilleur film international de la 95e cérémonie des Oscars.

## Synopsis
Ce film documentaire de 6 ans combine animation et interviews en direct pour recréer l'incident de diffusion télévisée qui a eu lieu le 5 mars 2002, lorsque 32 chaînes du réseau officiel de télévision par câble de Changchun, dans la province de Jilin, en Chine, ont été diffusées pendant près de 50 minutes par une personne inconnue. Plus de 100 000 personnes ont assisté à la diffusion et ont alerté le gouvernement chinois. Moins d'une heure après la diffusion, le Parti communiste chinois (PCC) a lancé une campagne de répression qui s'est soldée par l'arrestation de près de 5 000 personnes sur une période de 20 jours, ainsi que par la torture et la mort de 18 participants. Nobita, le créateur du film, a fui en Amérique du Nord à l'époque, et plusieurs survivants se sont installés à l'étranger, dont certains apparaissent dans le film en tant que témoins de l'histoire. Le réalisateur Jason Loftus a subi des pressions et des menaces à plusieurs reprises pendant la production du film, mais il n'a pas bougé, déclarant : « Si je ne peux pas dire la vérité dans des conditions de liberté, je vais le regretter »,,.
Le film montre l'attachement profond de Nobita à sa ville natale. Outre les longues scènes sur la ville et les rues de Changchun, les boutiques de rue et les chariots des vendeurs, la forme des vieux bus et taxis, les détails de ses souvenirs d'enfance montrent les moments heureux passés dans sa ville natale. Après l'incident de la radiodiffusion, Dai Xiong, qui se trouvait à Changchun à l'époque, n'a pas été personnellement impliqué dans l'incident, mais il est devenu la cible d'arrestations. Confronté à cette situation, les écrits de Dai Xiong à cette époque présentent un ton lugubre et gris, tout comme un nuage sombre qui s'abat sur le sommet du toit, ce qui symbolise la persécution du public par le Parti communiste chinois (PCC). La couche grise est comme une couche de poussière dans le cœur des gens, qui étouffe », a déclaré Maharishi dans une interview.
Le processus de création du film a donné à Maharishi l'occasion de se replonger dans les événements de cette année-là et de les réexaminer. Ayant vécu longtemps à l'étranger, il se souvient rarement de sa capture, de sa détention et de la torture qu'il a subie, mais les entretiens avec les stagiaires survivants qui se sont échappés de Chine continentale montrent qu'ils n'éprouvent aucune rancœur à l'égard de ses tortionnaires et que, même s'ils sont physiquement marqués, ils restent optimistes et forts et continuent à diffuser la vérité à l'étranger. « Peut-être que l'incident de diffusion a ressemblé à une étincelle fugace qui a été rapidement réprimée et éteinte par le Parti communiste chinois, mais l'éclat de ce moment est comme une lumière d'étoile inextinguible qui brille sur le long fleuve de l'histoire et apporte un espoir éternel à l'humanité ».

## Fiche technique
- Titre français : Chine, le piratage d'une télévision[7],[8]
- Titre original chinois : 長春, Chángchūn[5]
- Titre anglais : Eternal Spring
- Réalisateur : Jason Loftus (en)
- Scénario : Jason Loftus
- Photographie : John Minh Tran (en)
- Montage : David Schmidt
- Musique : Thomas William Hill
- Production : Jason Loftus, Masha Loftus, Yvan Pinard, Kevin Koo
- Société de production : Lofty Sky Pictures, Téléfilm Canada
- Pays de production :  Canada
- Langues originales : chinois mandarin, anglais
- Format : couleurs - Son Dolby Digital
- Durée : 86 minutes
- Genre : film documentaire d'animation
- Dates de sortie :
  - Grèce : 15 mars 2022 (Festival du documentaire de Thessalonique)
  - Canada : 3 mai 2022 (Festival Hot Docs de Toronto) ; 23 septembre 2022 (sortie nationale)

## Distribution
- Daxiong (zh)